# Ministerie van Defensie (Suriname)
Het Surinaamse ministerie van Defensie is verantwoordelijk voor de bescherming van Suriname en voor hiertoe beschikbare personele, financiële en materiële middelen. Het ministerie heeft daartoe de beschikking over het Nationale Leger dat is onderverdeeld in de Landmacht, Luchtmacht, Marine en Militaire Politie (MP). Het  wordt geleid door de minister van Defensie. Gelieerd aan het ministerie zijn de Stichting Nazorg Dienstplichtigen (SND) en de Stichting Militaire gezondheidszorg.
Het ministerie van Defensie werd op 30 juni 1988 opgericht. Tot en met 1975 werd deze rol door Nederland ingevuld en van 1975 tot 1988 viel de verantwoordelijkheid toe aan andere ministeries zoals het ministerie van Leger en Politie.